# St. Stephan (Mainz-Gonsenheim)

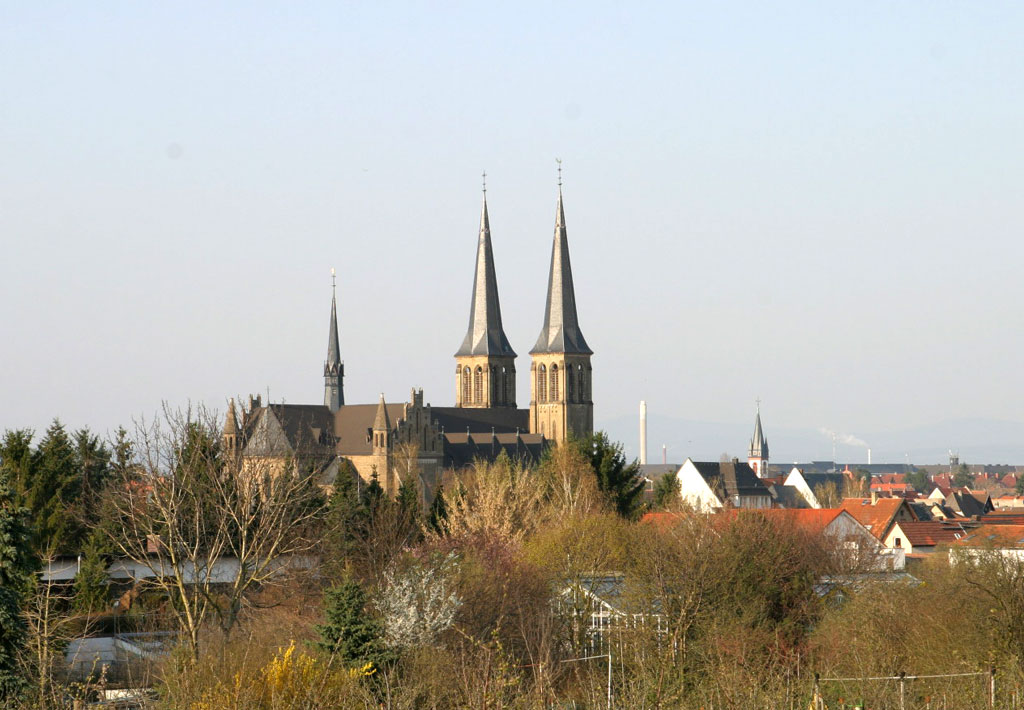
St. Stephan inmitten des alten Gonsenheimer Ortskerns (vom Draiser Berg aus fotografiert)

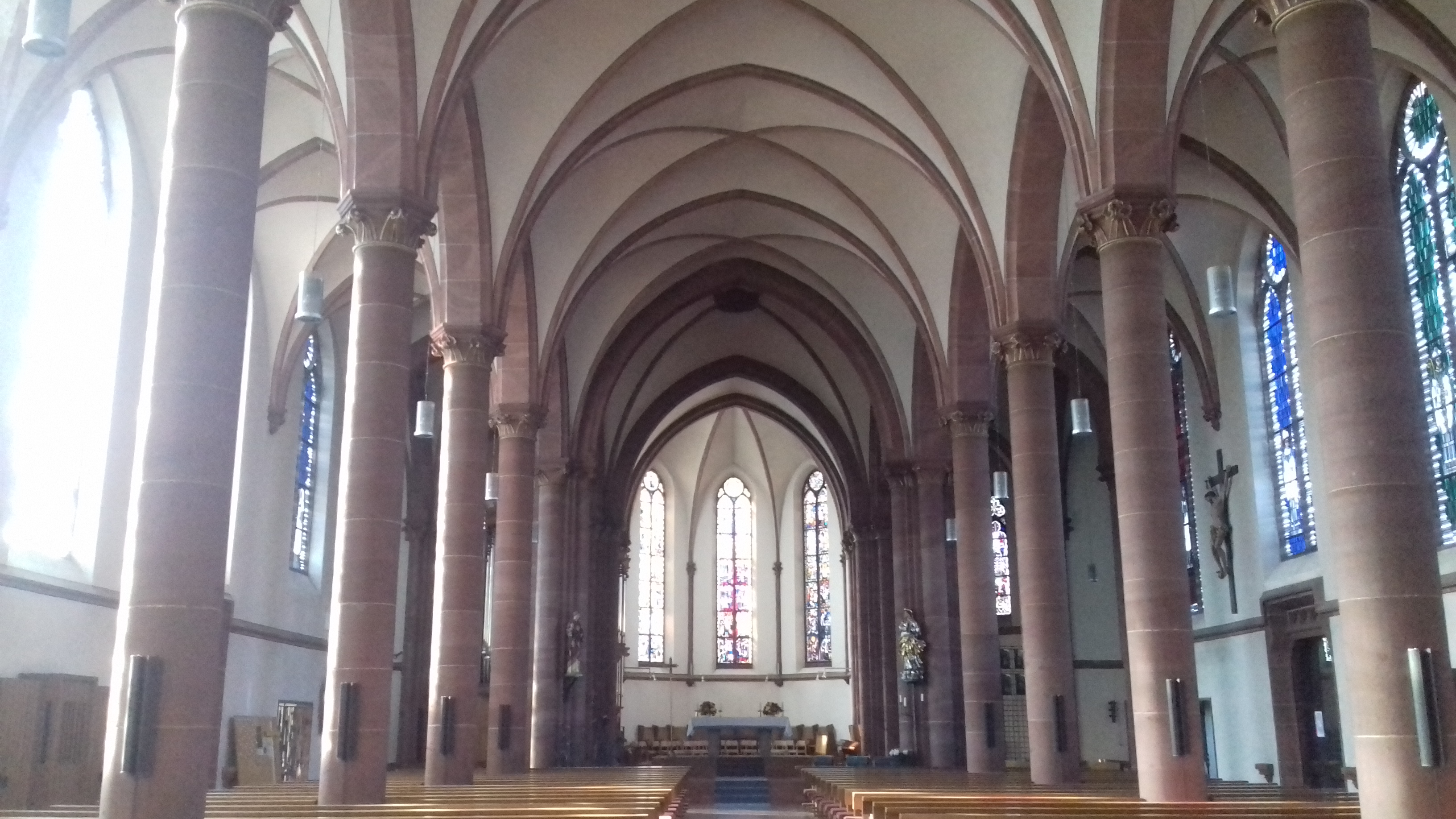
Innenansicht

Die katholische Ortskirche St. Stephan in Mainz-Gonsenheim wurde das erste Mal urkundlich 1401 erwähnt. Seit Januar 2025 ist sie ein Kirchort der „Pfarrei St. Elisabeth Mainz und Budenheim“ der Region Rheinhessen im Bistum Mainz. Bei mehreren Neu- und Umbauten, zuletzt 1906, erhielt die Kirche im neugotischen Stil ihre heutige imposante Form mit über 62 Metern Länge des Kirchenschiffes und den beiden fast 60 Meter hohen Kirchtürmen. Da sie damit die größte Landkirche in Rheinhessen war, wurde St. Stephan bald als „Rheinhessendom“ bezeichnet.
Das dazugehörige Pfarrhaus, ein fünfachsiger Putzbau, wurde bis 1914 nach Plänen von Ludwig Becker errichtet. Die modernen Bleiglasfenster des Glaskünstlers Heinz Hindorf wurden zwischen 1964 und 1967 eingesetzt.
2006 feierte die Pfarrkirche St. Stephan ihr 100-jähriges Jubiläum. Der Festgottesdienst fand am 30. September 2006, dem Jahrestag der Einweihung, statt und wurde durch den damaligen Bischof von Mainz, Karl Kardinal Lehmann, zelebriert. Seit Januar 2025 gehört sie als Filialkirche zur Großpfarrei St. Elisabeth Mainz und Budenheim in der Region Rheinhessen des Bistums.